# بافت رابط قدامی
بافت رابط قدامی (به انگلیسی: anterior commissure، precommissure) مجموعه‌ای از بافت‌های عصبی است که دو نیم‌کره مغزی را به هم وصل می‌کند و در جلوی ستون‌های fornix قرار گرفته است. اکثریت این بافت‌های متصل کنندهٔ دو نیم‌کره از جسم پینه‌ای می‌گذرند که ۱۰ برابر بزرگتر از بافت رابط قدامی است، و دیگر راه‌های ارتباطی از hippocampal commissure رد می‌شوند. در کل، بافت رابط قدامی بخش ارتباطی مهمی در مغز همه پستانداران است.
بافت رابط قدامی نقش مهمی در درد و احساس آن، به ویژه دردهای شدید و سوزناک، دارد. این رابط با کمک posterior commissure دو نیمکره را به هم وصل می‌کند و به حافظه، احساسات، توانایی صحبت، و توانایی شنوایی یاری می رساند. این بافت همچنین در بویایی، غریزه، و رفتار جنسی نقش دارد.